# Chondrocera laticornis
Chondrocera laticornis är en insektsart som beskrevs av François Louis Nompar de Caumont de Laporte 1832. Chondrocera laticornis ingår i släktet Chondrocera och familjen bredkantskinnbaggar. Inga underarter finns listade i Catalogue of Life.